# Pedro Bondo Francisco
Pedro Bondo Francisco (Luanda, 16 novembre 2004) è un calciatore angolano, difensore del Famalicão.

## Carriera

### Club
Ha giocato nella prima divisione angolana.
Il 21 gennaio 2025 firma un contratto di quattro anni e mezzo con il Famalicão.

### Nazionale
Il 12 novembre 2021 viene convocato dalla nazionale angolana in occasione della doppia sfida di qualificazione al Campionato mondiale di calcio 2022 contro Egitto e Libia.

## Statistiche

### Presenze e reti nei club
Statistiche aggiornate al 16 maggio 2025.
| Stagione              | Squadra               | Campionato            | Campionato | Campionato | Coppe nazionali | Coppe nazionali | Coppe nazionali | Coppe continentali | Coppe continentali | Coppe continentali | Altre coppe | Altre coppe | Altre coppe | Totale | Totale | Totale |
| Stagione              | Squadra               | Comp                  | Pres       | Reti       | Comp            | Pres            | Reti            | Comp               | Pres               | Reti               | Comp        | Pres        | Reti        | Pres   | Reti   |        |
| --------------------- | --------------------- | --------------------- | ---------- | ---------- | --------------- | --------------- | --------------- | ------------------ | ------------------ | ------------------ | ----------- | ----------- | ----------- | ------ | ------ | ------ |
| 2021                  | Petro Atlético        | 1D                    | 10+        | 0+         | -               | -               | -               | CCL                | 10                 | 0                  | -           | -           | -           | 20+    | 0+     |        |
| 2022                  | Petro Atlético        | 1D                    | ?          | ?          | -               | -               | -               | CCL                | 3                  | 0                  | -           | -           | -           | 3+     | 0+     |        |
| gen.-giu. 2023        | Petro Atlético        | 1D                    | ?          | ?          | -               | -               | -               | CCL                | 8                  | 0                  | -           | -           | -           | 8+     | 0+     |        |
| 2023-2024             | Sporting Lisbona B    | L3                    | 14+9       | 1          | -               | -               | -               | -                  | -                  | -                  | -           | -           | -           | 23     | 1      |        |
| lug.-dic. 2024        | Petro Atlético        | 1D                    | 4+         | 1+         | -               | -               | -               | CCL                | 2                  | 0                  | -           | -           | -           | 6+     | 1+     |        |
| Totale Petro Atlético | Totale Petro Atlético | Totale Petro Atlético | 14+        | 1+         |                 | -               | -               |                    | 23                 | 0                  |             | -           | -           | 37+    | 1+     |        |
| gen.-giu. 2025        | Famalicão             | PL                    | 6          | 1          | CP+CdL          | -               | -               | -                  | -                  | -                  | -           | -           | -           | 6      | 1      |        |
| Totale carriera       | Totale carriera       | Totale carriera       | 43+        | 3+         |                 | -               | -               |                    | 23                 | 0                  |             | -           | -           | 66+    | 3+     |        |

### Cronologia presenze e reti in nazionale
| Cronologia completa delle presenze e delle reti in nazionale ― Angola | Cronologia completa delle presenze e delle reti in nazionale ― Angola | Cronologia completa delle presenze e delle reti in nazionale ― Angola | Cronologia completa delle presenze e delle reti in nazionale ― Angola | Cronologia completa delle presenze e delle reti in nazionale ― Angola | Cronologia completa delle presenze e delle reti in nazionale ― Angola | Cronologia completa delle presenze e delle reti in nazionale ― Angola | Cronologia completa delle presenze e delle reti in nazionale ― Angola |
| Data                                                                  | Città                                                                 | In casa                                                               | Risultato                                                             | Ospiti                                                                | Competizione                                                          | Reti                                                                  | Note                                                                  |
| --------------------------------------------------------------------- | --------------------------------------------------------------------- | --------------------------------------------------------------------- | --------------------------------------------------------------------- | --------------------------------------------------------------------- | --------------------------------------------------------------------- | --------------------------------------------------------------------- | --------------------------------------------------------------------- |
| 9-9-2024                                                              | Talatona                                                              | Angola                                                                | 2 – 1                                                                 | Sudan                                                                 | Qual. Coppa d'Africa 2025                                             | -                                                                     |                                                                       |
| 11-10-2024                                                            | Luanda                                                                | Angola                                                                | 2 – 0                                                                 | Niger                                                                 | Qual. Coppa d'Africa 2025                                             | -                                                                     | 46’                                                                   |
| 15-10-2024                                                            | Niamey                                                                | Niger                                                                 | 0 – 1                                                                 | Angola                                                                | Qual. Coppa d'Africa 2025                                             | -                                                                     | 94’                                                                   |
| 18-11-2024                                                            | Bengasi                                                               | Sudan                                                                 | 0 – 0                                                                 | Angola                                                                | Qual. Coppa d'Africa 2025                                             | -                                                                     | 17’ 46’                                                               |
| 20-3-2025                                                             | Bengasi                                                               | Libia                                                                 | 1 – 1                                                                 | Angola                                                                | Qual. Mondiali 2026                                                   | -                                                                     | 81’                                                                   |
| 25-3-2025                                                             | Luanda                                                                | Angola                                                                | 1 – 2                                                                 | Capo Verde                                                            | Qual. Mondiali 2026                                                   | -                                                                     |                                                                       |
| Totale                                                                |                                                                       | Presenze                                                              | 6                                                                     |                                                                       | Reti                                                                  | 0                                                                     |                                                                       |